# Blatobulgium (Birrens)
Blatobulgium byla starověká římská pevnost, která se nachází ve skotském hrabství Dumfriesshire, a je známá také pod jménem Birrens. Patří k těm, které byly vybudovány na sever od Hadriánova valu ještě před jeho výstavbou.

## Název

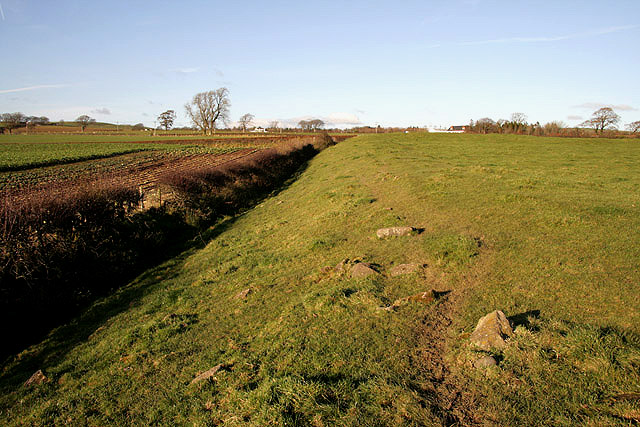
Západní okraj pevnosti

Název Blatobulgium je zaznamenán v Itineráři císaře Antonina. Je keltského původu a může znamenat „květinový kopec“. Vzhledem ke třem sýpkám v této pevnosti bývá pojmenování vykládáno také jako „pytle mouky" či "sýpky".
Název Birrens (podle pomístního názvu) se pro tuto pevnost v literatuře používá přinejmenším od roku 1793.

## Dějiny

### Před výstavbou Hadriánova valu
Římské vojenské síly se do oblasti přesunuly kolem roku 80 a postavily několik dočasných táborů. Strategický význam místa ale vedl ke stavbě stálé pevnosti. Pevnost tvořila severní konec římské silnice Watling Street, druhé trasy Itineráře císaře Antonina. Nacházela se na území kmene Selgů.
Na sever od Hadriánova valu římská armáda postavila hned několik významných pevností. Lze je rozdělit do tří kategorií. K těm, které vznikly hned v počátečním období invaze, patří právě Blatobulgium. Pevnost postavili v roce 81 poblíž Mein Water, aby střežila silnici z Carlisle na sever do Skotska. V podobě před Hadriánovým valem měřila 16 800 čtverečních metrů a byla obehnána hradbou a čtyřmi až šesti příkopy.

### V době jeho výstavby
Tehdy ji rozšířili na 20 000 čtverečních metrů. V roce 158 proběhla přestavba a pevnost pravděpodobně používali až do konce 2. století.
Na severní straně pevnosti pravděpodobně vyrostla civilní osada (vicus).

## Posádka
V základně původně sídlila první kohorta Nervana Germanorum equitata mlliaria, jednotka jezdectva a jsou také důkazy o přítomnosti legie VIII. a XXII.
Pokud jde o dobu, kdy v ní působila vojenská posádka, což bylo od 2. poloviny 1. století do konce 2. století, je s pevností Blatobulgium srovnatelná jiná starověká římská pevnost na území Skotska, a to Trimontium.

## Nálezy
V této lokalitě bylo objeveno více opracovaných kamenů s vytesanými nápisy než kdekoli jinde ve Skotsku. Byl tam také nalezen kámen z  oltáře zasvěcený keltské bohyni Ricagambeda. Nápisy s věnováním tomu či onomu bohu (Jupiterovi, Neptunovi, Minervě a dalším) byly většinou vytesány do červeného pískovce.
Vykopávky probíhaly v roce 1895 a znovu v letech 1936 až 1937 a 1962 až 1967 a pevnost byla zkoumána také ze vzduchu.